# 웨식스 왕국
웨식스 왕국(고대 영어: Westseaxna rīce 웨스트새악스나 리체, 영어: Kingdom of Wessex) 또는 서색슨 왕국은 519년부터 927년까지 오늘날 잉글랜드 남부에 존재하던 색슨족 국가로, 잉글랜드 왕국의 전신이다.
《앵글로색슨 연대기》는 체르디치(Cerdic, /ˈtʃɜːrdɪtʃ/)가 웨식스의 첫 번째 왕이라고 기록하고 있다. 웨식스의 초기 역사를 기록한 텍스트로는 《앵글로색슨 연대기》와 함께 《서색슨 역대 왕위록》이 있으나 두 기록은 여러 곳에서 충돌한다. 첸웰흐가 세례를 받은 후 웨식스는 기독교 왕국이 되었고 그의 통치 시기에 기독교가 확산되었다. 이후 채드왈라가 서식스 왕국과 켄트 왕국. 그리고 아일오브와이트 섬을 정복하였다. 채드왈라의 후계자 이네는 최초로 잉글랜드 법률의 시원이 되는 율령을 반포하였고 서색슨의 두번째 주교를 임명하였다. 그 뒤 왕위가 누구에게 이어져 갔는 지는 명확하지 않다.
8세기 동안 머시아의 헤게모니가 성장함에 따라 웨식스는 그 영향 아래 있었다. 이 무렵 지방 행정의 단위인 샤이어가 형성되었다. 에그버트는 서레이, 서식스, 켄트, 둠노니아, 에식스, 머시아 등을 정복하였다. 에그버트는 노섬브리아에도 일정 정도 영향력을 행사하였으나 머시아가 830년 다시 독립하면서 영향력이 약화되었다.
애설울프 시기 데인족의 침입이 시작되어 템스강 어귀에 정착하였다. 애설울프는 로마로 순례길에 오른 사이 아들 에설발드가 왕위를 강탈하자 전쟁을 피하기 위해 국토를 할양하였다. 이후 애설울프의 네 아들 가운데 막내였던 알프레드가 왕위를 계승하였다.
871년 데인족이라 불리던 바이킹들이 침입했을 때 알프레드는 금품을 지급하여 그들을 돌려보냈다. 876년 데인족이 다시 돌아오자 무력으로 쫓아냈다. 878년 데인족은 알프레드를 서머셋 레벨즈까지 몰아붙였으나 에딩턴 전투에서 알프레드에게 대패하고 퇴각하였다. 알프레드는 그의 치세 동안 새 법령을 반포하였고 궁정으로 학자를 불러 모았으며 함선의 건조를 위한 기금을 마련하는 한편 데인족에 맞서는 방어 체계인 부르흐를 구축하였다. 오늘날 잉글랜드 지명에 남아있는 "-버리"(-bury)는 이 때의 흔적이다. 알프레드의 아들인 대 에드워드는 데인족이 지배하던 미들랜즈의 동부와 이스트앵글리아 왕국을 점령하였고 918년 머시아의 왕비였던 그의 누이 애설플레드가 사망한 이후 머시아를 통치하였다. 927년 에드워드의 아들 애설스탠이 노섬브리아를 정복하여 잉글랜드는 최초로 하나의 왕국이 되었다.

## 역사

### 배경
기원전 1600년에서 기원전 1200년 사이 잉글랜드 남부 지역에 중기 청동기 문화가 있었다. 고고학에서는 이를 "웨식스 문화"라고 부르지만 웨식스 왕국과는 아무 관련이 없다. 그 보다 1천년 전인 후기 신석기 시대에 이미 에이브버리나 스톤헨지와 같은 유적이 샐리스버리 평야에 건설되어 있었다. 스톤헨지의 경우 최종 증축은 아마도 청동기 시대인 웨식스 문화에서 이루어졌을 것이다.
고대 로마 시기인 기원후 1세기 무렵 브리타니아는 로마의 속주로 편입되었고 웨식스 지역에는 로마의 농장들이 들어섰다. 당시 세워진 주요 도시로는 도체스터, 윈체스터와 같은 곳들이 있는데 체스터(-chester)는 라틴어 카스트라(castra)에서 온 말로 병영을 뜻했다.:46-48 로마 속주 시기 로만 브리튼 문화가 형성된 웨식스는 비교적 평온한 곳이었고 도체스터에서 윈체스터와 실체스터를 거쳐 런던에 이르는 도로가 놓였다. 360년 이후 로마 제국이 쇠락하자 픽트인과 스코트인들이 하드리아누스 방벽을 공격하였고 367년 방벽을 지키던 병사들은 패주하였다.:66-67 브리튼 섬 각지에 흩어져 있던 브리튼인들이 연합하여 런던을 포위하였지만, 368년 코메스 테오도시우스는 브리튼인들의 공격을 격퇴하고 방벽 이남의 브리타니아를 재건하였다. 388년 마그누스 막시무스의 사망 이후 로마는 더 이상 브리타니아 지배를 유지할 수 없었다. 390년대 후반 스틸리코가 다시 군사를 파견하기도 하였으나, 401년 고트족과의 전쟁이 일어나자 브리타니아의 군대를 유럽으로 동원할 수 밖에 없었다. 이후 잠시 동안 다시 군사가 파견된 적이 있었지만  지휘관의 사망으로 지속적인 방어가 불가능하였다. 이러한 일들로 로마의 주화가 더 이상 통용되지 않게 되자 로마 제국의 영향력 역시 멈추게 되었다.
로마의 영향력이 사라진 가운데 앵글로-색슨의 이주가 시작되었다. 비록 당시의 기록이 앵글족과 색슨족을 구분하지만 오늘날의 시각에서 이 둘은 혈연적으로나 문화적으로 구분되지 않는다.:75-76 410년 이전에 이미 에식스 지역에 앵글로-색슨 용병이 로마의 지휘 아래 있었다.:75 5세기에서 7세기에 걸쳐 대규모 이주가 이루어졌고 오늘날의 잉글랜드 지역은 점차 앵글로-색슨화되었다. 앵글로-색슨인들 자체가 유럽의 다양한 지역에 있던 게르만족의 혼합 문화였다. 초기 정착지의 고고학적 유물들은 독일 서부에서 스웨덴에 걸친 다양한 문화가 잉글랜드로 건너와 융합되었음을 보여준다. 이들 가운데는 영어와 언어학적으로 친연 관계가 깊은 프리지아어를 쓰던 프리지아인들도 있었다.:77 이 과정에서 켈트족의 일파였던 브리튼인과 앵글로-색슨 사이에 있었던 관계는 명확하지 않다. 전통적으로는 앵글로-색슨이 브리튼인들을 몰아내면서 점령하였다는 설이 유력하였으나, 20세기 이후 둘 사이의 융합 과정을 통해 앵글로-색슨 왕국들이 건설되었다고 보는 견해가 우세하다. 최근에는 다양한 지역의 이주민들이 잉글랜드에 정착하면서 혼합 문화가 형성되고 이 과정에서 선주민인 브리튼인들과도 융합되었다고 본다.
물론 앵글로-색슨의 잉글랜드 정착이 평화롭기만 한 것은 아니었다. 훗날 수많은 전설이 덧붙여져 더 이상 실존하였는지조차 확실하지 않은 아서 왕은 바돈산 전투에서 앵글로-색슨을 맞아 승리를 거두었다.:79-80 그러나 계속되는 앵글로-색슨의 확장을 막을 수는 없었고 브리튼인의 영역은 웨일스로 축소되었다. 알프래드 대왕 시기 작성된 것으로 여겨지는 《앵글로색슨 연대기》는 495년 체르디치가 웨식스를 건설하였다고 기록하고 있다.

### 색슨족의 정착

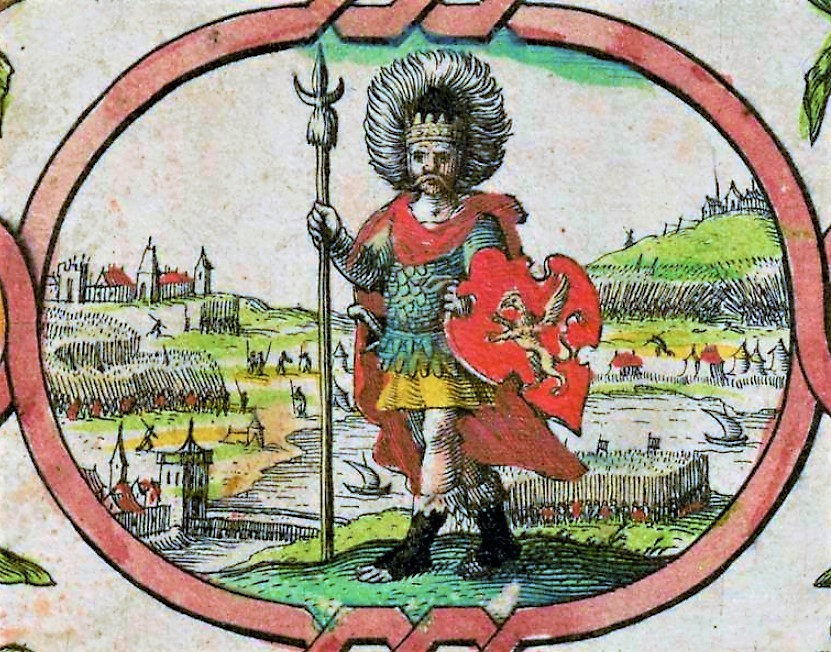
1611년 존 스피드의 《색슨 칠왕국》에 묘사된 체르디치.

웨식스 창건에 대한 가장 중요한 기록인 《앵글로색슨 연대기》는 495년 체르디치와 킨리치(Cynric, /ˈkɪnˌrɪtʃ/)가 다섯 척의 배를 이끌고 웨식스에 당도하였다고 기록하고 있다. 이 연대기에서는 킨리치를 체르디치의 아들로 적고 있지만 역대 왕위록인 웨식스 크레코다에서는 킨리치를 체르디치의 손자로 기록하고 있다. 상륙지는 햄프셔 남부 연안이었다고 전해진다. 베다 베네라빌리스는 웨식스에 유트인이 거주하고 있었으며 색슨인들은 7세기 후반 채드왈라의 지휘아래 들어왔다고 기록하였다. 웨식스에 처음 도래한 색슨인들이 세운 초기 정착지라고 특정할만한 유적은 발견되지 않았다
연대기는 이어서 포트(Port)와 그의 두 아들 비에다, 매글라가 501년 포츠머스(Portsmouth, 포트의 포구)에 상륙하여 브리튼인 귀족을 살해하였다고 적고 있다. 508년 체르디치와 킨리치는 나탄레오드로 불리는 브리튼인 왕과 그의 부하 5천 명을 죽였고 519년 체르디치가 웨식스의 왕이 되었다고 한다. 나탄레오드가 실존 인물인지는 불명확하다. 색슨인들은 오늘날 차퍼드로 짐작되는 체르디세스포드를 공략하였다. 519년 웨식스는 햄프셔의 아본 강을 넘어 브리튼인의 아성이었던 올드 사럼과 배드버리 링즈를 공격하였으나 함락시키지는 못하였다. 이후 웨식스는 브리튼인들과 30년을 기한으로 하는 평화 조약을 체결하였다. 바돈산 전투는 아마도 이즈음의 일일 것이다. 《앵글로색슨 연대기》는 색슨족의 패배에 대해서는 기록하지 않았다. 30년 평화조약이 끝난 530년 무렵 색슨족은 아일오브와이트를 점령하였다. 534년 킨리치가 체르디치의 뒤를 이어 왕위를 계승하고 26년간 재위하였다고 한다.
그 뒤를 이은 체울린은 581년 왕위에 올랐고 칠턴 구릉지, 글로스터, 서머싯까지 영토를 넓혔다. 체울린은 베다 베네라빌리스가 《잉글랜드 교회사》에서 언급한 일곱 왕 가운데 한 명으로 베다는 그를 잉글랜드 남부의 "임페리움"(imperium, 통치자)으로 불렀다. 《앵글로색슨 연대기》는 체울린을 브레트왈다(Bretwalda, 패자)로 호칭한다. 《앵글로색슨 연대기》의 기록은 종종 진위를 의심받는데 체르디치, 킨리치, 체울린과 같은 이름은 게르만족의 것이 아니라 당시 잉글랜드의 선주민이었던 브리튼인이 흔히 사용하던 이름이기 때문이다. 체르디치는 브리튼인의 채라티코스(Caraticos)에서 온 이름이다. 체르디치는 아마도 브리튼인 계통의 원주민이었고 이후 시대가 흐르면서 점차 앵글로색슨화되었을 것이다. 켈트식 이름을 갖은 마지막 웨식스 왕은 채드왈라이고 그 이후 군주들은 색슨식 이름으로 불렸다.

### 기독교의 도래와 머시아의 흥기

600년 무렵 잉글랜드와 웨일스에 있었던 왕국들

웨식스 역사에서 확실한 날짜를 꼽을 수 있는 첫번째 사건은 퀴네길스의 선양이다. 퀴네길스는 640년 무렵 비리누스에게 세례를 받아 기독교도가 되었다.:92 비리누스는 서색슨의 주교로 옥스퍼드셔 도체스터에 착좌하고 있었다. 퀴네길스는 서색슨에서 기독교로 개종한 첫번째 왕이었지만 이것이 곧 서색슨 전체의 개종을 의미하지는 않았다. 642년 퀴네길스의 뒤를 이어 즉위하였고 아마도 그의 아들이었을 첸왈흐는 앵글로색슨 이교를 여전히 따랐다. 그러나 첸왈흐 역시 몇 년 후 세례를 받으면서 기독교는 웨식스의 공식 종교가 되었다. 한편 퀴네길스의 대부는 노섬브리아의 왕 오스월드였으며, 퀴네길스의 세례는 아마도 당시 머시아의 왕 펜다가 웨식스를 공격하려는 조짐을 보이자 동맹을 맺는 차원에서 이루어졌을 것이다. 잉글랜드 각지에 기독교가 전파됨에 따라 읍락 역시 교회를 중심으로 구성되었다. 오늘날 여러 곳의 지명에 남아있는 민스터(minster)는 교구를 관장하던 성당을 일컫는 말이었다.:95-96
머시아는 나날이 영토를 확장하면서 웨식스의 영토였던 템즈강과 아본강 유역을 차지하였다. 첸왈흐는 펜다의 딸과 결혼하였으나 얼마 지나지 않아 파혼하였고 그 뒤 머시아가 다시 침공해 왔다. 첸왈흐는 대략 3년 정도 망명하였다. 확실치 않으나 대략 640년대 후반에서 650년대 초반으로 추정된다. 첸왈흐의 망명지는 이스트앵글리아 왕국이었으며 그곳에서 기독교로 개종하였다. 망명에서 돌아온 첸왈흐는 펜다의 후계자인 울프헤르의 공격에 직면하였지만, 그 역시 브리튼인의 영토였던 서머싯을 공격하여 영토를 늘렸다. 머시아의 침공으로 도체스터의 주교좌를 잃게되자 첸왈흐는 윈체스터에 두번째 주교좌를 세웠다.
673년 첸왈흐가 사망하자 그의 부인 색스부르흐가 왕위를 이었고, 1년 여 뒤 색스부르흐 역시 사망하여 왕위는 방계인 애스크윈에게 이어졌다. 에스크윈의 제위 기간 역시 2년에 불과하였고 왕위는 다시 첸왈흐의 종질 첸트윈에게 넘겨졌다. 첸트윈은 브리튼인과 전투에서 승리를 거두었으나 전사하였다. 웨식스의 왕위는 또 다른 방계인 채드왈라로 이어졌다. 채드왈라의 재위 역시 2년에 불과하였으나 그 시기 웨식스는 서식스, 켄트, 아이슬오브와이트 등을 점령하였다. 채드왈라는 688년 왕위에서 물러나 로마를 순례하였으며 그곳에서 교황 세르지오 1세에게서 세례를 받은 뒤 사망하였다.
채드왈라의 뒤를 이은 웨식스의 왕은 이네였으며 그 역시 체르디치로 이어지는 혈통이었지만 선대 왕들보다 더 떨어져 있는 방계 출신이었다. 이네는 38년간 재위하였는데 웨식스의 군주들 가운데 가장 재위 기간이 긴 왕이었다. 이네는 켄트 왕국의 것을 참조하여 잉글랜드에서 가장 오래된 율령을 반포하였고 셔번에 주교좌를 개설하였다. 말년에 이르자 이네는 선왕 채드왈라와 같이 왕위에서 물러나 로마로 순례하였다. 왕위는 또 다시 체르디치 혈통의 방계로 전해졌다고 하나 이후 새 군주의 이름은 알려져 있지 않다.
8세기 동안 웨식스는 머시아의 헤게모니 아래에 있었고 웨식스의 왕은 머시아의 봉신으로 여겨졌고 머시아는 웨식스의 북쪽 영토 상당수를 차지하였다. 그러나 웨식스가 완전히 머시아에 복속된 것은 아니었으며 서쪽으로 계속 영토를 확장하여 오늘날 데번 지역에 해당하는 둠노니아를 정복하였다. 데번은 10세기까지도 독자적인 정권을 유지하였으나 사실상 웨식스의 지배를 받았다.(한편 12세기 영국의 역사학자 윌리엄 오브 맘즈베리는 927년까지 웨식스와 데본이 "동등한" 관계에 있었다고 기록한 바 있다.)

### 웨식스의 성장과 바이킹의 침입

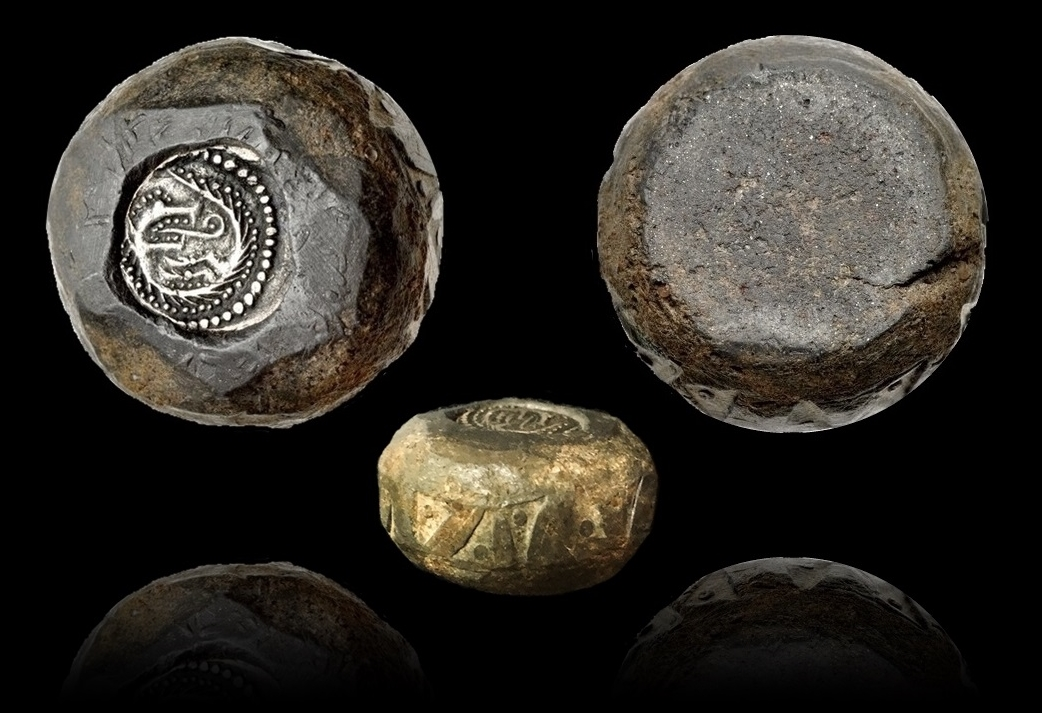
8 - 9세기 무렵 사용된 주화들. 앵글로색슨과 바이킹은 거래에서 은괴나 은편을 사용했다.

802년 에그버트가 웨식스의 왕위에 올랐다. 에그버트는 이네의 형제였던 잉길리드의 후손인 카뎃 방계 혈통이었다. 에그버트 이후 왕위는 직계로만 이어져 내려가게 되었다. 치세 초기 에그버트는 두 차례의 정복 전쟁을 벌였다. 813년 이전에 둠노니아로 불렸던 서웨일스 지역울 공격하였고, 825년에는 갈풀포드를 공격하였다. 이 전쟁의 결과 브리튼인들의 영토는 타마강 서쪽 콘월 지역으로 축소되었고, 웨식스의 봉신이 되었다. 825년에서 826년 사이 웨식스는 머시아의 헤게모니를 공격하기 시작하였다. 에그버트가 머시아의 베오른울프를 엘렌던 전투에서 격퇴하여 머시아는 서레이, 서식스, 켄트, 에식스에 대한 지배력을 상실하였다. 이 동안 이스트앵글리아 역시 머시아의 간섭을 벗어나게 되었다. 829년 에그버트는 머시아를 직접 공격하여 위글라프 왕을 추방시켰다. 이로서 에그버트는 브레트왈다를 칭하게 되었다. 그러나 이러한 상황은 오래 가지 못했고 830년 머시아로 돌아온 위글라프는 다시 웨식스 지배를 벗어났다. 그러나 웨식스의 영토는 잉글랜드의 남동부를 차지하며 크게 확장되었다.
에그버트 치세 후기인 835년 무렵부터 덴마크의 바이킹이 침입하기 시작하였다. 간간히 이어지던 바이킹의 침입은 851년 대규모 침공으로 이어졌다. 350척의 배르 타고 템즈강 어귀에 도착한 데인족은 머시아의 베오르흐트울프에게 승리후 웨식스를 공격하고자 이동하였다. 그러나 에그버트의 뒤를 이은 애설울프가 이끄는 군대가 아클레어 전투에서 혈전 끝에 바이킹을 격퇴하여 웨식스를 지켰다.
855년에서 856년 사이 애설울프는 로마로 순례를 떠났고 그의 장자 애설발드가 왕좌에 올랐다. 애설울프는 웨식스로 돌아와 골육상쟁을 피하기 위해 왕국을 분할하였다. 애설발드는 웨식스의 오랜 아성인 서쪽 영토를 차지하였고 애설울프는 동부의 새 영토를 차지하였다. 에설울프가 사망하자 동부 웨식스는 그의 다른 아들 애설버트에게 물려졌고, 애설발드가 사망하자 웨식스는 애설버트를 군주로 하여 다시 통합되었다. 이후 왕좌는 애설레드를 거쳐 알프레드에게 이어지게 되었다. 알프레드는 애설레드의 동생이었으며 애설레드 사망 당시 애설레드의 아들들이 너무 어려 국정을 맡기 어렵다는 이유를 들어 왕위를 차지하였다.

### 최후의 앵글로색슨 왕국

9세기 후반의 잉글랜드

865년 잉글랜드를 정복하기 위해 데인족 지휘관 몇이 연합하여 대규모 군사를 모았다. 이교도 대군세로 알려진 이 군대는 1년 여에 걸쳐 노섬브리아에서 이스트앵글랜드까지 잉글랜드를 휩쓸었다. 871년에는 스칸디나비아에서 온 바이킹들로 이루어진 "여름 대군세"가 다시 한 번 연합 공격을 시도하였다. 바이킹들은 웨식스를 굴복시킬 수는 없었으나 웨식스 역시 막대한 피해를 입었으며 알프래드는 은화를 지불하고 바이킹들이 웨식스에서 떠나도록 하였다.  이후 몇 년 동안 데인족들은 머시아를 정복하였고 일부는 노섬브리아에 정착하였지만 결국 876년 다시 웨식스에 나타났다. 알프레드는 그 동안 데인족의 침공에 대비해 왔기에 1년여에 걸쳐 방어하였고 877년 휴전하였다. 데인족은 머시아에 정착지를 만들고 겨울이 지나기를 기다렸다가 878년 다시 웨식스를 공격하였다. 급작스런 기습으로 알프레드는 미처 방어선을 구축할 수 없었고 수도를 버리고 서머싯 레벨즈로 도망가 몸을 숨겼다. 몇 달 동안 군사를 모은 알프레드는 에딩턴 전투에서 대승을 거둬 데인족을 격퇴할 수 있었다. 이로서 데인족은 이스트앵글리아로 물러갔으며 웨식스와 최종적인 종전 조약을 맺었다. 한편 870년대 동안 데인족은 프랑스의 브르타뉴반도 역시 침공하였고 911년 노르망디에 정착하였다. 이 시기 콘월에는 왕이 없었지만, 알프레드의 자문이자 셔번의 주교였던 아세르는 콘월을 웨식스와 분리된 별개의 왕국으로 기록하고 있다.
879년 다시 한 번 침공을 벌이기 위해 바이킹들은 해협을 건너 템즈강 어귀에 집결하였다. 알프래드는 거대한 바이킹 군대와 홀로 대적하여야 하는 위기에 처했다. 이 해 알프래드는 극적으로 통치를 강화하고 웨식스를 방어하는 한 편 전함을 건조하였다. 알프래드는 지방 행정 조직을 방어 거점인 "부르흐"를 중심으로 재편하였다. 이 방어 체게는 10세기 문헌인 《부르갈 히다게》(Burghal Hidage, 부르흐 세금 목록)에 자세히 기록되어 있는데 알프레드 당시 웨식스에는 서른 셋의 부르흐가 요새화되어 있었다. 부르흐 건설에서 가장 큰 변화를 보인 곳은 웨식스의 수도였던 윈체스터로 성벽 안쪽의 로마시대 도로를 무시하고 새롭게 격자로 구획된 도로를 닦았다. 당시 도로 건설에서 측량을 위해 66피트 길이의 자를 이용했는데, 이는 웨식스의 표준 도량형이 되었다.:109
알프래드는 법원도 개혁하여 법제를 새로 정비하였고, 학문과 교육을 장려하였다. 그는 잉글랜드 전역에서 학자들을 모았고 유럽에서도 초빙하였다. 학자들은 라틴어로 된 텍스트 상당수를 번역하였고 《앵글로색슨 연대기》가 집필되었다. 이로 인해 고대 영어가 문자로 기록되었다.
| 871년 | 886년 | 897년 |

데인족은 노섬브리아 왕국과 이스트앵글리아 왕국을 멸망시켰고 머시아 왕국의 절반을 점령 하였다. 남아있는 앵글로색슨 왕국은 웨식스와 머시아 뿐이었으나 머시아는 이미 데인족의 영향력 아래 있었다. 데인족의 괴뢰였던 국왕과 달리 "잉글리시 머시아"를 주장하던 머시아의 애설레드는 알프레드의 딸 애설플래드와 결혼하여 혼인 동맹을 맺고 머시아를 되찾고자 하였다. 그 뒤 어떤 과정을 겪었는지 기록된 바는 없으나 결국 잉글랜드 전역에서 앵글로색슨의 왕은 오직 알프레드만이 남게 되었다.

### 잉글랜드 통합과 웨식스 백작령

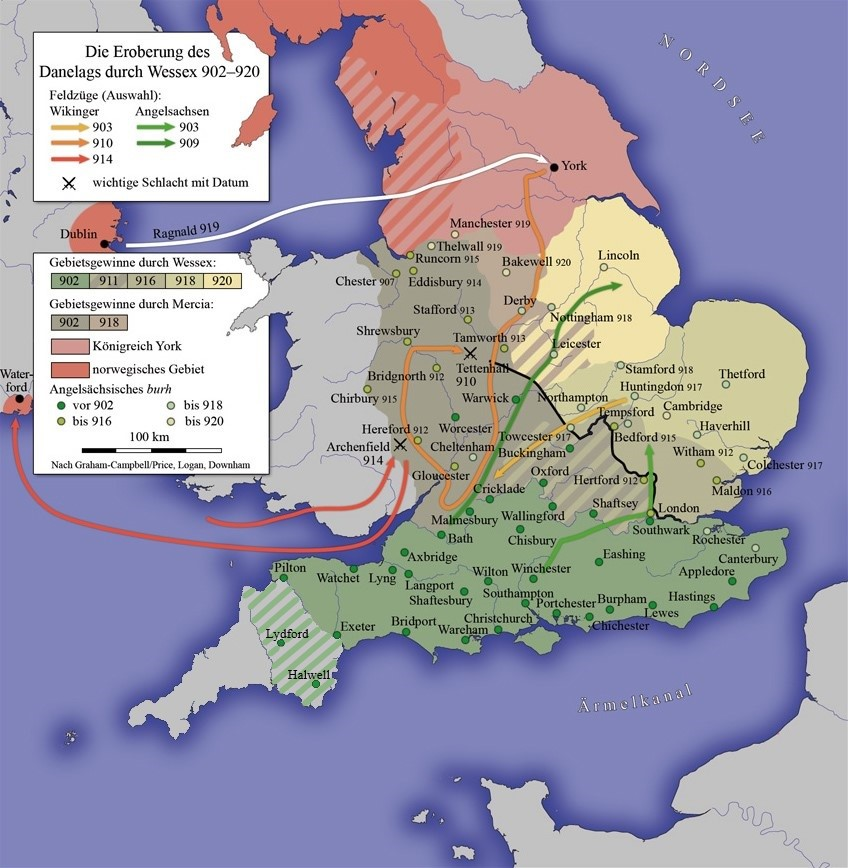
10세기 웨식스의 데인로 정복과 잉글랜드 통합

890년대 이후로도 웨식스와 잉글리시 머시아는 끊임없이 데인족의 공격에 시달렸다. 데인로에 정착한 군사들 뿐만 아니라 바다를 건너온 소규모 데인족 부대들이 공격해 왔다. 그러나 유럽에서 유입되는 대규모 침공은 더 이상 없었기 때문에 웨식스는 거의 대부분의 공격을 효과적으로 방어할 수 있었고 점차 힘의 균형추는 웨식스 쪽으로 기울기 시작했다. 911년 머시아의 애설레드가 사망하자 알프레드의 딸 애설플래드는 머시아의 군주가 되었다. 918년 애설플래드가 사망하자 머시아의 통치권은 알프래드의 장자 에드워드에게 넘어가게 되었다. 에드워드는 스스로를 잉글랜드의 왕으로 칭하였고, 그의 아들 애설스탠이 노섬브리아를 정복하여 데인로를 소멸시키고 잉글랜드 전체를 통치하는 유일한 왕이 되었다. 애설스탠은 웨식스 왕국을 잉글랜드 왕국으로 개편하였다.
애설스탠이 잉글랜드를 통합한 뒤로도 각 지역은 여전히 독립적인 성향을 보였다. 955년 에드레드가 적통을 남기지 못한 채 사망하자 왕위는 조카인 에드위그에게 계승되었는데, 귀족들과 교회 모두 에드위그를 배척하였다. 957년 10월 노섬브리아와 머시아의 교회는 에드레드가 엄연히 웨식스를 통치하고 있음에도 귀족들을 이끌고 애드위그의 동생 에드거에게 충성을 서약하였다. 959년 에드위그가 사망하자 에드거가 잉글랜드 전체를 통치하게 되었다.
1016년 데인족 출신의 크누트가 잉글랜드를 침략였다. 그는 옛 노섬브리아 왕국을 근거지로 삼은 후 머시아와 이스트앵글리아 지역을 정복하였지만, 웨식스는 직접 통치하지 않고 백작령으로 인정하였다. 웨식스의 백작 고드윈은 웨식스의 경제를 발전시키고 정치적 역량을 길렀고 참회왕 에드워드가 사망하자 결국 웨식스의 고드윈의 아들 해럴드가 왕위를 차지하게 되었다. 그러나 헤럴드는 왕위에 오르자 마자 노르웨이와 노르망디의 침공을 겪어야 했다. 노르만인의 잉글랜드 정복으로 전쟁을 치르던 중 헤이스팅스 전투에서 헤럴드가 전사하여 웨식스 왕조는 막을 내리고 노르만 왕조가 세워지게 되었다. 노르만 왕조는 잉글랜드의 지방 행정을 재편하였고 웨식스는 멸망했다.

## 같이 보기
- 앵글로색슨 칠왕국
- 웨식스 백작

## 참고 문헌
- 케네스 O 모건, 영국사학회 역, 옥스퍼드 영국사, 2006, 한울아카데미, ISBN 13-9788946036314
- Blair, Peter Hunter (17 July 2003). An Introduction to Anglo-Saxon England (Third ed.). Cambridge University Press. ISBN 978-0-521-53777-3
- Yorke, Barbara (1995). 《Wessex in the Early Middle Ages》. A&C Black. ISBN 978-0-7185-1856-1.
- 이 문서에는 다음커뮤니케이션(현 카카오)에서 GFDL 또는 CC-SA 라이선스로 배포한 글로벌 세계대백과사전의 내용을 기초로 작성된 글이 포함되어 있습니다.